# Cmentarz Pychowice
Cmentarz Pychowice – jeden z dwunastu cmentarzy komunalnych Krakowa, położony w północno-wschodniej części Dębnik.
Cmentarz został założony jako choleryczny w 1894 we wsi Pychowice, na terenie zwanym Piasownicą. W 1927 roku formalnie stał się cmentarzem parafialnym. W 1941 roku Pychowice włączono (wraz z cmentarzem) w obręb miasta Krakowa. Od 1985 roku funkcjonuje jako cmentarz komunalny.
Powierzchnia cmentarza wynosi 0,49 ha, z czego 0,18 ha to tereny włączone w 1996 roku.

## Pochowani
- Józef Gołąb – polski piłkarz.

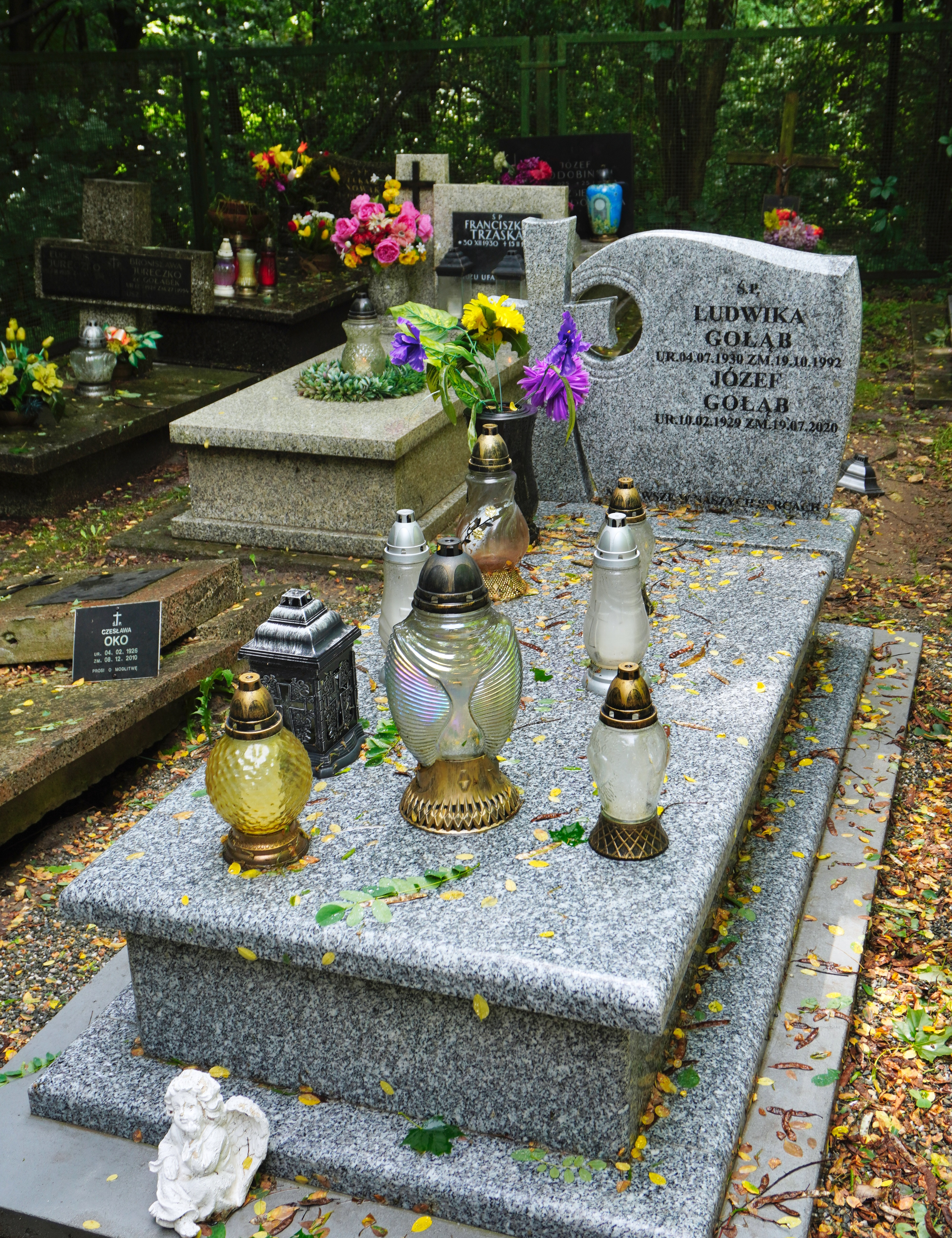
Grób Józefa Gołąba